# László Bartha (Leichtathlet, 1925)
László Bartha (* 19. März 1925 in Szolnok; † 4. Juli 1982 in Budapest) war ein ungarischer Sprinter.
Bei den Olympischen Spielen 1948 in London wurde er Vierter in der 4-mal-100-Meter-Staffel und schied über 100 m im Vorlauf aus.
Seine persönliche Bestzeit über 100 m von 10,7 s stellte er 1947 auf.